# Línea 9 (TUVISA)
| paradas de ida        | 15                                               |
| paradas de vuelta     | 17                                               |
| paradas Arechavaleta  | 4                                                |
| km ida                | 5,31                                             |
| km vuelta             | 6,55                                             |
| km ida + Arechavaleta | 2,33                                             |
| Circula               | todos los días                                   |
| primera expedición    | 6:10 Ida 5:35 Vuelta 7:33 desde Arechavaleta.    |
| última expedición     | 22:10 Ida 21:35 Vuelta 21:33 desde Arechavaleta. |
| Inicio del servicio   | 30 de octubre de 2009                            |

La Línea 9 de TUVISA de Vitoria une el concejo de Gamarra Mayor y el polígono industrial de Gamarra con el barrio de Goikolarra.

## Características
Esta línea conecta el Polígono de Gamarra en el norte de Vitoria con la zona sur. Desde el 16 de septiembre de 2024 el recorrido que se hacía por el barrio de Goikolarra (antiguamente Aretxabaleta) se incluye dentro del itinerario fijo de la línea, combinándose con la Línea 3 para tener una frecuencia de 10 minutos entre semana y 15 minutos los fines de semana y festivos.
La línea entró en funcionamiento a finales de octubre de 2009, como todas las demás líneas de TUVISA, cuándo el mapa de transporte urbano en la ciudad fue modificado completamente. 
En 2015, con la entrada en funcionamiento de la L10, la línea dejó de recorrer las calles Zumaquera y Raimundo Olabide; pasando a hacer un recorrido de ida y vuelta por Comandante Izarduy y adentrandose en la calle Castro Urdiales. La parada de regulación horaria se traslada de Zumaquera 76 a Comandante Izarduy/Zumaquera (que hasta ese momento sólo servía como para extra en la extensión a Aretxabaleta); también se decide ampliar por el barrio de Aretxabaleta una parada más, para llegar más cerca a los nuevos vecinos del barrio y de Gardelegi. 
La parada de la estación de autobuses se ha reconvertido en José Mardones/Logroño. 

### Frecuencias
| Ida (Gamarra-Zumaquera)       | Ida (Gamarra-Zumaquera)       | Vuelta (Zumaquera-Gamarra)    | Vuelta (Zumaquera-Gamarra)    |
| de lunes a viernes laborables | de lunes a viernes laborables | de lunes a viernes laborables | de lunes a viernes laborables |
| 6:10                          |                               | 5:35, 6:15                    |                               |
| de 6:50 a 20:30               | 20 min                        | de 6:55 a 21:35               | 20 min                        |
| 21:10, 21:30, 22:10           |                               |                               |                               |
| sábados laborables            | sábados laborables            | sábados laborables            | sábados laborables            |
| de 7:15 a 23:15               | 30 min                        | de 7:15 a 23:15               | 30 min                        |
| domingos y festivos           | domingos y festivos           | domingos y festivos           | domingos y festivos           |
| de 8:15 a 22:15               | 30 min                        | de 8:15 a 22:15               | 30 min                        |
| laborables agosto             | laborables agosto             | laborables agosto             | laborables agosto             |
| de 7:15 a 22:15               | 30 min                        | de 7:15 a 22:15               | 30 min                        |

| Salidas de Aretxabaleta dirección Gamarra                          | Salidas de Aretxabaleta dirección Gamarra | Extensión a Aretxabaleta Salidas desde Gamarra                     | Extensión a Aretxabaleta Salidas desde Gamarra |
| de lunes a viernes laborables                                      |                                           |                                                                    |                                                |
| de 7:33 a 21:33                                                    | 60 min                                    |                                                                    |                                                |
| de 8:13 a 21:13                                                    | 60 min                                    |                                                                    |                                                |
| sábados laborables                                                 | sábados laborables                        | sábados laborables                                                 |                                                |
| 8:43, 9:13, 11:13, 13:13, 14:43, 16:13, 17:43, 19:13, 20:43, 22:13 |                                           | 8:15, 8:45, 10:45, 12:45, 14:15, 15:45, 17:15, 18:45, 20:15, 21:45 |                                                |
| domingos y festivos                                                | domingos y festivos                       | domingos y festivos                                                |                                                |
| 9:13, 10:43, 13:13, 14:43, 16:13, 17:43, 19:13, 20:43, 22:13       |                                           | 8:45, 10:15, 12:45, 14:15, 15:45, 17:15, 18:45, 20:15, 21:45       |                                                |
| laborables agosto                                                  | laborables agosto                         | laborables agosto                                                  |                                                |
| 8:43, 9:13, 11:13, 13:13, 14:43, 16:13, 17:43, 19:13, 20:43, 22:13 |                                           | 8:15, 8:45, 10:45, 12:45, 14:15, 15:45, 17:15, 18:45, 20:15, 21:45 |                                                |
| sábados agosto                                                     | sábados agosto                            | sábados agosto                                                     |                                                |
| 8:15, 8:45, 10:45, 12:45, 14:15, 15:45, 17:15, 18:45, 20:15, 21:45 |                                           | 8:15, 8:45, 10:45, 12:45, 14:15, 15:45, 17:15, 18:45, 20:15, 21:45 |                                                |

## Recorrido

### Recorrido de Ida
La Línea comienza su recorrido en la localidad de Gamarra Mayor, desde donde enfila el Portal de Gamarra y el Portal de Villarreal, desde donde coge Reyes Católicos, y tras girar a la derecha entra en Obispo Ballester, Los Herrán y José Mardones. En este punto accede a la avenida de Santiago y desde aquí a la calle Paz y Rioja. En la calle Manuel Iradier entra al puente de San Cristóbal que le conduce a Comandante Izarduy, dónde se encamina hacia Goikolarra por las calles Iruraitz-Gauna y Zalduondo donde se encuentra el final de línea.

### Recorrido de Vuelta
El recorrido comienza en la parada de Zalduondo, donde baja hasta la calle Aspárrena y sale de Goikolarra por Iruraitz-Gauna. Sigue recto por la calle Comandante Izarduy, que le lleva a entrar en la calle Nieves Cano y Castro Urdiales que le conduce hasta la calle Los Herrán. Accede a la calle Olaguíbel que le conduce a la avenida de Judimendi. Girando a la izquierda entra en la calle Valladolid y Reyes de Navarra. Tras girar a la derecha se encuentra en el Portal de Villarreal, desde donde entrando brevemente a la calle Zaramaga accede al Portal de Gamarra. Al final del mismo entra en la plaza de Gamarra y desde aquí regresa a Gamarra en su punto de inicio.

### Barrios atendidos
Esta línea atiende los siguientes barrios y zonas de Vitoria.
- Gamarra Mayor (concejo).
- Polígono Industrial de Gamarra.
- Zaramaga.
- Aranbizkarra.
- Arana.
- Santiago.
- Judimendi.
- Desamparados.
- Adurza-San Cristóbal.
- Goikolarra.
- Aretxabaleta (concejo).

## Paradas
| KBHFa |

| hKRZWae |

| HST |

| HST |

| HST |

| HST |

| HST |

| HST |

| HST |

| HST |

| HST |

| HST |

| HST |

| HST |

| STRo |

| HST |

| HST |

| HST |

| HST |

| HST |

| KBHFe |

| KBHFa |

| hKRZWae |

| HST |

| HST |

| HST |

| HST |

| HST |

| HST |

| HST |

| HST |

| HST |

| HST |

| HST |

| HST |

| STRo |

| HST |

| HST |

| HST |

| HST |

| HST |

| KBHFe |

| KBHFa |

| hKRZWae |

| HST |

| HST |

| HST |

| HST |

| HST |

| HST |

| HST |

| HST |

| HST |

| HST |

| HST |

| HST |

| STRo |

| HST |

| HST |

| HST |

| HST |

| HST |

| KBHFe |

| KBHFa |

| hKRZWae |

| HST |

| HST |

| HST |

| HST |

| HST |

| HST |

| HST |

| HST |

| HST |

| HST |

| HST |

| HST |

| STRo |

| HST |

| HST |

| HST |

| HST |

| HST |

| KBHFe |

| KBHFa |

| HST |

| HST |

| HST |

| STRo |

| HST |

| HST |

| HST |

| HST |

| HST |

| HST |

| HST |

| HST |

| HST |

| HST |

| HST |

| HST |

| HST |

| HST |

| hKRZWae |

| KBHFe |

| KBHFa |

| HST |

| HST |

| HST |

| STRo |

| HST |

| HST |

| HST |

| HST |

| HST |

| HST |

| HST |

| HST |

| HST |

| HST |

| HST |

| HST |

| HST |

| HST |

| hKRZWae |

| KBHFe |

| KBHFa |

| HST |

| HST |

| HST |

| STRo |

| HST |

| HST |

| HST |

| HST |

| HST |

| HST |

| HST |

| HST |

| HST |

| HST |

| HST |

| HST |

| HST |

| HST |

| hKRZWae |

| KBHFe |

| KBHFa |

| HST |

| HST |

| HST |

| STRo |

| HST |

| HST |

| HST |

| HST |

| HST |

| HST |

| HST |

| HST |

| HST |

| HST |

| HST |

| HST |

| HST |

| HST |

| hKRZWae |

| KBHFe |